# Franz Mattenklott
Franz Mattenklott (Grünberg, 19 novembre 1884 – Braunlage, 28 giugno 1954) è stato un militare tedesco.
Nato in Slesia, Mattenklott divenne ufficiale militare nel 1903 e combatté con l'esercito tedesco la prima guerra mondiale. Dopo la guerra decise di rimanere in servizio anche per la Repubblica di Weimar e con l'inizio della seconda guerra mondiale aveva già raggiunto il grado di maggiore generale. Vide un coinvolgimento diretto seppur limitato nella Battaglia di Francia del 1940, ma le sue unità giocarono invece un ruolo decisivo nell'invasione tedesca della Grecia del 1941 e, sempre in quell'anno, nell'Assedio di Sebastopoli e nelle altre operazioni in Crimea.
Sebbene implicato per crimini di guerra su ambo i fronti (quello orientale e quello occidentale) nel corso della seconda guerra mondiale, Mattenklott non venne mai accusato di alcun crimine e morì da uomo libero nell'estate del 1954.

## Biografia

### I primi anni e la prima guerra mondiale
Franz Mattenklott nacque il 19 novembre 1884 a Grünberg, città della provincia prussiana della Slesia, figlio di Dietrich Mattenklott e di sua moglie, Elfriede Duttenhöfer. Suo padre era direttore di una fabbrica per la lavorazione dello zucchero a Ober Pritschen in Slesia, il quale era anche proprietario terriero ed a suo tempo era stato un capitano dell'esercito prussiano.
Dopo aver completato i propri studi superiori, Franz Mattenklott decise di entrare nell'esercito tedesco a Metz, in Alsazia-Lorena, allora parte dell'Impero tedesco. Dopo aver superato gli esami di ammissione, Mattenklott entrò nell'esercito come aspirante ufficiale il 28 dicembre 1903. Ricevette il grado di ufficiale nel 1905. Dal 1912 venne avanzato alla posizione di aiutante del 1º battaglione del suo reggimento. Mattenklott raggiunse il grado di capitano nella prima guerra mondiale.

### Il periodo interbellico
Dopo la capitolazione dell'Impero tedesco, Mattenklott continuò a prestare servizio nel Reichsheer della Repubblica di Weimar. Continuò quindi a proseguire nei ranghi del Reichswehr, venendo promosso maggiore nel 1928. Divenne quindi istruttore della scuola di fanteria di Dresda. Nel 1932 raggiunse il rango di tenente colonnello.
L'ascesa al potere di Adolf Hitler nel 1933 segnò la fine della Repubblica di Weimar. Negli anni successivi, il regime nazista intensificò il riarmo della Germania (Aufrüstung) ed incrementò il proprio esercito. Come parte di questo processo, Mattenklott ricevette il comando del nuovo reggimento di fanteria Stargard dal 1º ottobre 1934 e venne promosso colonnello in quello stesso giorno.
Mattenklott all'età di 53 anni venne promosso maggiore generale il 1 marzo 1938 ed il 1 luglio di quello stesso anno venne nominato comandante del comando di Treviri. Il 1 settembre 1939 la Germania iniziò l'invasione della Polonia dando inizio alla seconda guerra mondiale.

### La seconda guerra mondiale

#### In Francia
Con lo scoppio della guerra, gran parte delle forze tedesche erano impegnate nella guerra con la Polonia, ma quando gli alleati occidentali dichiararono guerra alla Germania, anche i confini occidentali divennero vulnerabili. Parte della tutela di questi confini venne affidata dunque a Mattenklott, con tre reggimenti (due di fanteria e uno di artiglieria) al confine col Lussemburgo e parte della Francia.
Alcune settimane dopo, il 19 settembre 1939, le unità sotto il suo comando vennero riorganizzate nella 72ª divisione di fanteria, con quartier generale a Coblenza. Incomprensibilmente, malgrado la propria posizione, le truppe al comando di Mettenklott vennero considerate come di secondo piano. Nei mesi successivi, continuò a rimanere in servizio al fronte occidentale durante la cosiddetta "Strana guerra". Sul fronte contro gli alleati subì solo attacchi minori. Alcuni mesi dopo l'attacco tedesco alla Francia, nel febbraio del 1940, Mattenklott venne promosso al grado di tenente generale.

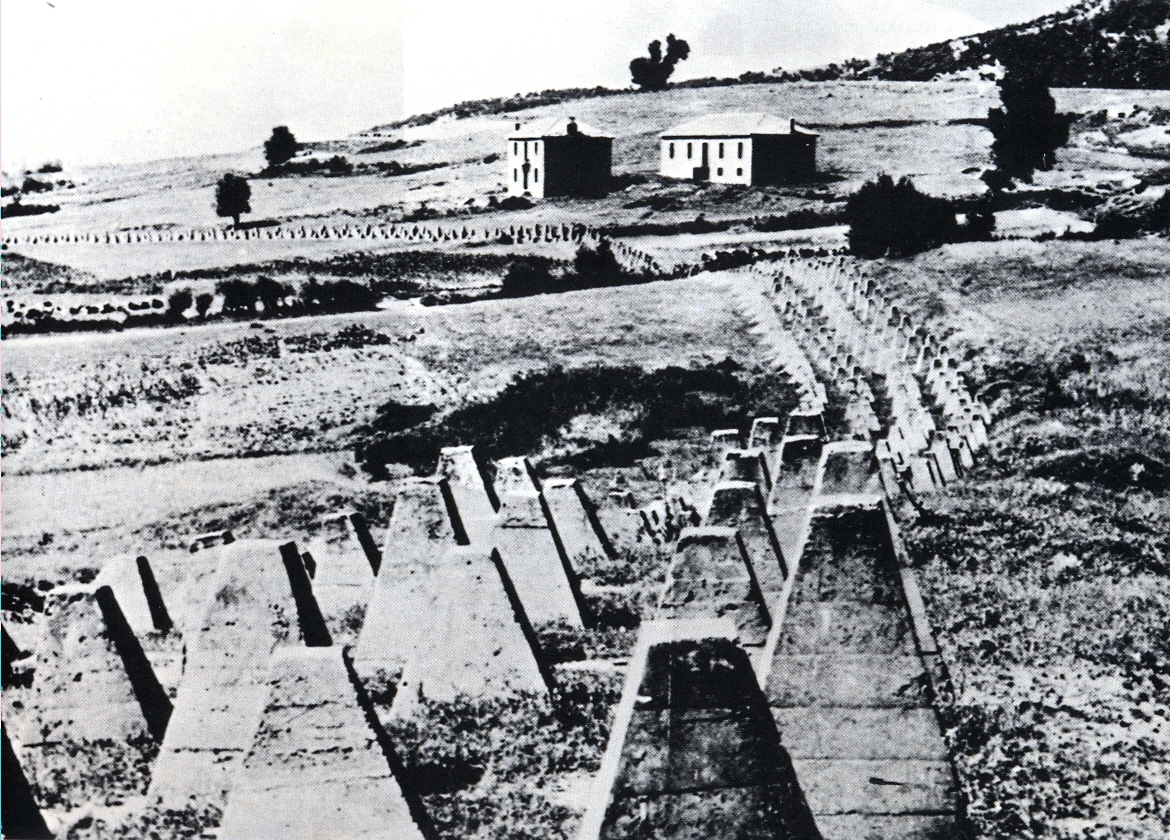
Veduta delle difese anticarro (Dente di drago) della Linea Metaxas

Le unità di Mattenklott parteciparono collateralmente alla Battaglia di Francia nel maggio-giugno 1940. Uno dei veterani di questa divisione disse dopo la guerra che alle unità era stato ordinato di attaccare le posizioni nella foresta in quanto gestite da soldati inesperti. Mattenklott però decise di non fornire il necessario supporto aereo, facendo così fallire l'operazione. È generalmente accettato dagli storici militari che le performarce della divisione di Mattenklott siano state mediocri, per quanto effettivamente avessero incontrato solo una resistenza minima nel corso delle loro operazioni. Dal giugno del 1940, la Francia capitolò, e la 72ª divisione di fanteria venne portata in Francia come unità occupante, mentre Mattenklott venne nominato comandante di Metz, in Alsazia-Lorena, nel luglio di quello stesso anno.

#### La campagna nei Balcani
Dopo un breve periodo in Francia, la 72ª divisione di fanteria venne impiegata in Bulgaria, allora uno dei paesi dell'Asse, dalla primavera del 1941, per prendere parte alla già pianificata invasione della Grecia, o "Operazione Marita" (Unternehmen Marita). La divisione venne posta sotto il XVIII Corpo d'Armata di montagna (XVIII. Gebirgskorps) del generale Franz Böhme, come parte della 12ª armata del feldmaresciallo Wilhelm List. Il corpo d'armata di Böhme era composto da quattro divisioni di fanteria e da un reggimento di fanteria di riserva; queste forze formidabili si scontrarono con tre divisioni greche e contro la Linea Metaxas, pesantemente fortificata, presso le montagne al confine tra Grecia e Bulgaria.
Alla divisione di Mattenklott venne affidato l'obbiettivo di irrompere nelle difese a sudovest di Nevrokop, procedere a sudovest sino a Serres e quindi riportarsi a nord ed attaccare Fort Roupel alle spalle, di modo da catturare uno snodo viario fondamentale nella rete nazionale, noto come Passo di Rupel. L'invasione ebbe inizio il 6 aprile, ed ancora alla notte, le truppe di Mattenklott non erano riuscite ad avere la meglio sulla linea Metaxas, subendo inoltre pesanti perdite. Ad ogni modo, nei giorni successivi, riuscirono a fare breccia, ma l'avanzata verso Serres venne ritardata dal terreno accidentato. Gran parte dei forti militari greci continuarono a resistere sino al 9 aprile, quando il grosso delle forze rimase isolato dall'avanzata tedesca e capitolò. Mattenklott ad ogni modo lodò l'esercito greco per la sua ferma resistenza e per il suo coraggio. A seguito di questi sviluppi della guerra, il XVIII Corpo d'Armata di montagna venne fatto avanzare sino in Tessaglia. Altre unità presero il resto del paese, che passò sotto il controllo totale dei nazisti con la presa di Creta nel giugno di quello stesso anno.

#### L'invasione dell'Unione Sovietica
Al tempo dell'inizio dell'Operazione Barbarossa il 22 giugno 1941, la divisione di Mattenklott si trovava in Romania, posta come riserva dell'11ª armata. Combatté inizialmente presso Nikolayev in Ucraina, poi attraversò il fiume Dnieper, un punto viale che permise alle truppe tedesche di raggiungere la Crimea. Mattenklott guidò le sue truppe nella Campagna di Crimea, raggiungendo Sebastopoli nell'autunno di quell'anno. Il 1 ottobre 1941, venne nominato generale di fanteria.

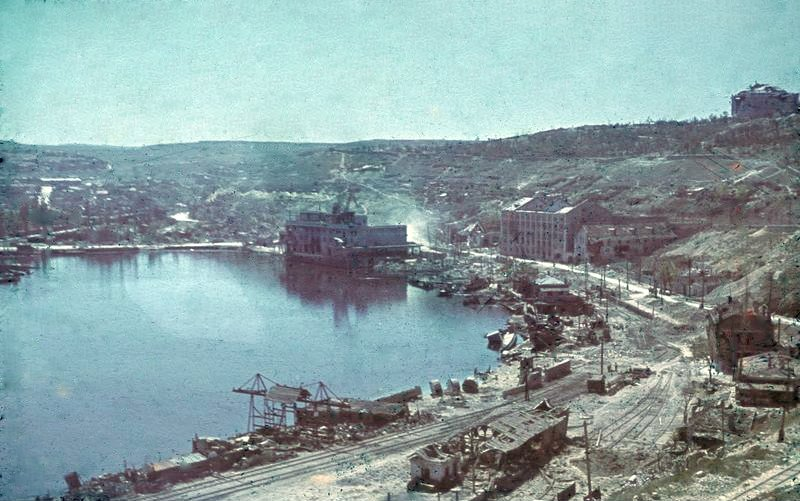
Il porto distrutto di Sebastopoli dopo la presa della città da parte della Wehrmacht (luglio 1942)

Per le sue capacità di comando della divisione durante l'assedio di Sebastopoli nella prima metà di novembre del 1941, Mattenklott ottenne la croce di cavaliere dell'ordine della croce di ferro. Mentre si trovava in Crimea, Mattenklott si rese responsabile di un eccidio di ebrei tramite unità speciali, l'Einsatzgruppen. 400 uomini e 10 donne vennero uccisi, formalmente per atti di sabotaggio, e Mattenklott ebbe parole di "riconoscimento e gratitudine" per il comandante dell'Einsatzgruppe D per queste esecuzioni.
Nei mesi successivi, l'11ª armata, al comando del generale Erich von Manstein, continuò a porre l'assedio all'ormai accerchiata Sebastopoli. Nel dicembre del 1941 scoppiò una crisi quando i sovietici lanciarono un attacco anfibio agli stretti di Kerč' e Feodosiya per riprendere Kerč' e la sua penisola, scontrandosi con le forze del generale Hans von Sponeck. Anche se Manstein aveva avuto ordini espliciti di Sponeck di mantenere le sue posizioni attendendo le unità in arrivo da Sebastopoli, Sponeck ordinò ai suoi uomini di ritirarsi. Furioso per questa insubordinazione, Manstein venne sollevato dal suo incarico e rimpiazzato da Mattenklott, che da poco aveva ricevuto il comando del XXX corpo d'armata. Le unità di Mattenklott, assieme al XXX corpo d'armata, trascorsero i mesi successivi combattendo nella Crimea orientale, cercando di respingere gli attacchi sovietici, subendo ed infliggendo pesanti perdite.
Nel maggio del 1942, Mattenklott guidò i suoi uomini nell'Operazione Trappenjagd, un tentativo di schiacciare le teste di ponte sovietiche nella penisola di Kerč'. I tedeschi cercarono di accerchiare e distruggere molte unità dell'Armata Rossa, uccidendo e catturando circa 175.000 soldati con perdite di 3500 uomini appartenenti al XXX ed al XLII corpo d'armata.
Dopo l'ultima cattura della Crimea nel luglio del 1942, il XLII corpo d'armata rimase in servizio nella penisola, e Mattenklott venne nominato comandante della Crimea (Befehlshaber Krim) il 24 agosto 1942. Quasi subito, dovette confrontarsi col problema della carestia che affliggeva la popolazione locale, dal momento che la politica inaugurata dal suo predecessore Manstein era stata quella di confiscare tutti i beni per il sostegno delle truppe tedesche. Mattenklott era preoccupato dell'impatto delle relazioni tra militari tedeschi e civili russi e pertanto scrisse al comando dell'Armata Sud in settembre, esprimendo la sua opinione secondo la quale le truppe tedesche avrebbero dovuto adoperarsi per prime per migliorare la situazione locale in cambio del mantenimento. Malgrado questi sforzi, la situazione in Crimea rimase tesa e la carestia rimase per tutto il 1942 ed il 1943. Sotto il comando di Mattenklott, centinaia di civili vennero giustiziati, accusati spesso ingiustamente di partigianeria, di comunismo, o anche solo perché erano invalidi o senzatetto, gruppi visti come "elementi miserevoli" da parte dell'ideologia nazista. Tra i perpetratori di queste atrocità vi furono anche delle unità di polizia che lo stesso Mattenklott definì "eccellenti collaboratori". Mattenklott rimase comandante della Crimea sino all'aprile del 1943.
Mattenklott comandò il XLII corpo d'armata durante la battaglia di Kursk nel luglio del 1943, ma le sue unità ebbero un ruolo solo marginale e fu quella l'ultima grande azione offensiva della Wehrmacht' contro l'Armata Rossa. Nel gennaio del 1944, Mattenklott cedette temporaneamente il comando del corpo al comandante della 112ª divisione di fanteria, il tenente generale Theo-Helmut Lieb. In quello stesso mese, l'Armata Rossa tentò di accerchiare e distruggere il XLII e l'XI corpo d'armata, oltre al Korpsabteilung B nel corso della Battaglia di Korsun'. Durante le battaglie successive, il capo del Comitato Nazionale per la Germania Libera, il generale Walther von Seydlitz-Kurzbach, si appellò con una lettera a Matteklott e ad altri comandanti, chiedendo la loro resa così da poter bloccare la distruzione finale. Questa proposta, ad ogni modo, rimase inascoltata. Dopo settimane di duri combattimenti, i tedeschi riuscirono a fare breccia, e Mattenklott venne convocato per supervisionare i corpi d'armata e trasferire le unità nella Polonia occupata, lontano dal fronte. Venne anche incaricato di stilare i rapporti sulle operazioni e di contare le vittime. Nei mesi successivi, Mattenklott (all'epoca cinquantanovenne) non ebbe ruoli militari rilevanti, ad eccezione della sua partecipazione alla battaglia di Kovel nel nord-ovest dell'Ucraina, aiutando i tedeschi che si trovavano accerchiati dalle forze sovietiche.

#### Le ultime fasi della guerra
Quando il generale di fanteria Gerhard Glokke, comandante del Distretto Militare VI (Wehrkreis VI) di Münster, in Vestfalia, morì per un attacco di cuore all'inizio di giugno del 1944, Mattenklott venne prescelto per sostituirlo, entrando in servizio il 15 giugno 1944. Sotto certi aspetti, Mattenklott fu fortunato ad essere trasferito lontano dal fronte orientale in quanto esattamente una settimana dopo, il 22 giugno 1944, i sovietici lanciarono un'offensiva su vasta scala nota col nome di Operazione Bragation, che spazzò via letteralmente le unità della Wehrmacht e spianò la strada verso la Germania.
Pur senza che Mattenklott lo sapesse, molti degli ufficiali del Wehrkreis VI erano membri della resistenza militare contro Hitler. Il 20 luglio 1944, dopo che il colonnello Claus von Stauffenberg ebbe fatto esplodere una bomba al quartier generale di Hitler, iniziò ad attivarsi un complotto per detronizzare il regime nazista. Il tenente colonnello Martin Bärtels, un cospiratore membro dello staff di Mattenklott, consigliò al suo superiore di lasciare il suo quartier generale e di portarsi in un tour di ispezione. Il complotto ad ogni modo fallì a Münster e ben presto da Berlino iniziarono le indagini che portarono alla scoperta della rete di resistenza ed al coinvolgimento del feldmaresciallo Erwin von Witzleben. Ancora insicuro di quanto stesse succedendo, Matteknlott attese passivamente sino a quando non ricevette ulteriori informazioni.
Mattenklott sarebbe stato sicuramente tra i primi a voler dare una dura risposta ai cospiratori, ma gli alleati iniziarono ad entrare in Germania dalla primavera del 1945 e pertanto Mattenklott capì di non poter più seguire gli ordini dei suoi superiori. Mattenklott mantenne con i suoi uomini la strenua difesa dell'area attorno a Paderborn nella regione del Nord Reno-Vestfalia. Il 1 aprile 1945 fece rapporto al suo superiore, il feldmaresciallo Albert Kesselring, comunicandogli che Paderborn era persa al nemico ma che era stata "difesa sino all'ultimo uomo"; ottenne quindi l'incarico di difendere la foresta di Teutoburgo, ma non fu in grado di dispiegarvi forze consistenti.
Alcuni giorni dopo, Mattenklott ordinò l'esecuzione di Wilhelm Gräfer, sindaco di Lemgo, per tradimento, dal momento che questi aveva cercato di arrendere la città agli americani per evitare ulteriori distruzioni. Mattenklott stesso finì ad ogni modo per arrendersi agli Alleati alcune settimane dopo.

### Dopo la guerra
Durante la sua prigionia, Mattenklott scrisse diversi documenti destinati all'esercito americano, tra cui un rapporto dettagliato sulla battaglia di Kursk. Negli anni dopo la guerra, Mattenklott riuscì ad evitare qualsiasi accusa e qualsiasi processo. Come subordinato del generale Hans von Salmuth, testimoniò al Processo dell'Alto Comando del 1948 in difesa del suo superiore. Malgrado ciò la sua firma venne trovata su un ordine datato 28 novembre 1941 circa la repressione di "attività partigiana" nei territori occupati. L'ordine, inoltre, suggeriva la possibilità di creare dei campi di concentramento dove gli ostaggi "[...] possano essere fucilati e impiccati [...], se questi attacchi partigiani dovessero proseguire" e anche che i civili ed i "soldati dispersi" potessero essere uccisi a vista se tentassero di armarsi.
Durante il suo interrogatorio del 19 maggio 1947, Mattenklott disse che tali misure erano state "necessarie e giustificate" ma spiegò come egli stesso le ritenesse di natura deterrente, in quanto egli disse di non aver mai saputo di una reale applicazione di tali norme. Disse anche agli inquirenti di non aver mai sentito di uccisioni sistematiche di ebrei, comunisti o altri "elementi indesiderati" sul fronte orientale, e comunque categoricamente negò ogni proprio coinvolgimento. Negò anche l'olocausto.
Negli anni successivi venne alla luce il suo ordine di esecuzione del menzionato sindaco Gräfer di Lemgo, in particolare grazie alla collaborazione della popolazione della città che insorse contro il generale tedesco chiedendone una punizione esemplare. Uno di coloro che avevano partecipato alla corte marziale che accusò Gräfer, il generale Paul Goerbig, venne arrestato ad Amburgo nell'aprile del 1949 e portato poi a Paderborn. Qui disse che Mattenklott era a conoscenza dell'esecuzione di Gräfer, ma disse allo stesso Goerbig che la situazione era "totalmente sotto controllo". Mattenklott ammise di aver emanato l'ordine di esecuzione ad uno dei suoi comandanti di divisione, il maggiore generale Karl Becher, il quale a sua volta trasmise l'ordine di procedere a Goerbig. Pur assumendosi dunque la colpa dell'emissione dell'ordine, Mattenklott tentò di scaricare la colpa su Becher, che era all'epoca responsabile della corte marziale. Il processo ad ogni modo procedette molto lentamente e nel 1959, quando ormai Becher era morto da due anni senza ancora essere stato chiamato a testimoniare, il processo si bloccò.
All'epoca, infatti, anche lo stesso Mattenklott era ormai morto. Trascorse gli ultimi anni della sua vita a Braunlage, una casa di cura presso i monti Harz nella Bassa Sassonia. Morì il 28 giugno 1954 all'età di 69 anni.